# Dystrykt Bawku
Okręg Miejski Bawku jest jednym z 9 dystryktów w Regionie Północno-Wschodnim w Ghanie, ze stolicą w Bawku.
Populacja okręgu miasta stanowi około 20% populacji regionu i 0.99% populacji Ghany.
Dominującymi plemionami w okręgu są Kussasis Mamprusis, Bissas i Moshies.
Główne miasta: Pusiga, Garu, Denugu/Danvorga, Kongo, Zorsi, Tempane, Wuriyanga, Narango.
Okręg nie ma żadnych dużych przedsiębiorstw przemysłowych, w wyniku załamania się gospodarki w latach siedemdziesiątych, kiedy upadła większość młynów i przetwórni ryżu i oleju arachidowego. W okręgu produkuje się niewielką ilość żywności, rozwija się tam produkcja dzianin i rzemiosło: wyroby garncarskie, kowalstwo, produkcja i przetwarzanie bawełny, warzelnie piwa i przetwórnie żywności.